# Ким, Джон Харлан
Джон Харлан Ким (англ. John Harlan Kim, род. 10 января 1993, Мельбурн, Виктория, Австралия) — австралийский актёр корейского происхождения, наиболее известный по ролям в сериалах «Библиотекари», «Нэнси Дрю» и «9-1-1».

## Фильмография
| Год         | Название                      | Роль             |
| ----------- | ----------------------------- | ---------------- |
| 2009—2011   | Соседи                        | Дейл Макгрегор   |
| 2014—2018   | Библиотекари                  | Иезекииль Джонс  |
| 2019        | Морская полиция: Лос-Анджелес | Фэнг Конг Ли     |
| 2019        | Пандора                       | Грэг Ли          |
| 2020        | Гавайи 5.0                    | Эндо             |
| 2020 — н. в | 9-1-1                         | Альберт Хэн      |
| 2021        | Дьявол в деталях              | Офицер Хендерсон |
| 2024        | Жестокие игры                 | Блейз Пауэлл     |
|             | Вольтрон                      |                  |